# 机器人战斗联赛
《机器人战斗联赛》（英語：Robot Combat League，又译：机器人战斗联盟）是一档美国Syfy频道的机器人对战节目。参赛队员将使用動力服来控制机器人。节目由前WWE美国职业摔角比赛选手克里斯·杰利可主持，于2013年2月26日开播。
2012年11月20日娱乐周刊独家报道Syfy预订竞技类游戏节目Robot Combat League